# Rivadavita
La rivadavita es un mineral de la clase de los boratos, descrito por primera vez a partir de ejemplares procedentes de la mina Tincalayu, en el Salar del Hombre Muerto, Salta (Argentina), que consecuentemente es su localidad tipo. El nombre es un homenaje a Bernardino Rivadavia, primer presidente de la República Argentina.

## Propiedades físicas y químicas
En la mina Tincalayu, la rivadavita aparece como nódulos de color blanco, formados por la agrupación subparalela de cristales tabulares alargados en la dirección del eje c, lo que hace que en la superficie tengan brillo sedoso, Los cristales tienen una longitud máxima de 3 mm, y los nódulos pueden alcanzar los 9 cm de diámetro. La rivadavita es soluble en agua. 

## Yacimientos
La rivadavita es un mineral muy raro. En ejemplares individualizados, solamente se conoce en la localidad tipo, la mina Tincalayu, en Salta (Argentina). En la zona superior de la mina de Bigadiç, que se encuentra en la provincia de Balikesir, en la región de Mármatra (Turquía), la rivadavita aparece asociada a inyoita, priceíta, tunellita y otros boratos. También se ha encontrado en la mina de  Hard  Scramble, en  Ryan,  condado de  Inyo,  California,  (USA), asociada a mcallisterita, ulexita y yeso.